# Baština
Baština (szerbül: Баштина, horvátul: Bašćina), falu Bosznia-Hercegovinában, a Bosanska Krajina keleti részén, Kotor-Varoš községben, a Szerb Köztársaságban. 

## Fekvése
A település Bosznia-Hercegovina északi részén, Banja Lukától légvonalban 22, közúton 33 km-re délkeletre, községközpontjától légvonalban és közúton 2 km-re északkeletre, a Vrbanja völgyében és a folyó jobb partja feletti dombokon, 300-560 méteres magasságban található. 

## Népessége
| Nemzetiségi csoport | Népesség 1991 | Népesség 2013 |
| ------------------- | ------------- | ------------- |
| Szerb               | 1             | 70            |
| Bosnyák             | 42            | 34            |
| Horvát              | 443           | 114           |
| Jugoszláv           | 3             | 0             |
| Egyéb               | 6             | 0             |
| Összesen            | 453           | 184           |

## Története
A horvát katolikusok lakta település 1878-ig tartozott az Oszmán Birodalomhoz, ekkor a berlini kongresszus határozata alapján az Osztrák-Magyar Monarchia része lett. 1879-ben az első osztrák-magyar népszámlálás során a Banja Luka-i járáshoz tartozó településnek 74 háztartása és 195 római katolikus lakosa volt. 1910-ben a Kotor Varoš-i járáshoz tartozó településen 44 háztartást és 313 római katolikus lakost találtak. A monarchia szétesésével 1918-ban előbb a Szerb-Horvát-Szlovén Királyság, majd 1929-től a Jugoszláv Királyság része lett. Az 1929-es törvény értelmében, amikor Bosznia-Hercegovinát négy banovinára, Drinskára, Vrbaskára, Zetskára és Primorskára osztották, a település a Vrbaska banovina része lett, amelynek székhelye Banja Luka volt. Jugoszlávia megszállása után a Független Horvát Állam (NDH) része lett. A második világháború után 1992-ig a szocialista Jugoszlávia részeként a Bosznia-Hercegovinai Népköztársasághoz tartozott. A boszniai háborúban a falu horvát és muszlim lakosságát elűzték, 1992. október 17-én buszra rakták és Travikba vitték őket. A boszniai háborút lezáró daytoni békeszerződést követő területfelosztásnál Kotor-Varoš község részeként a Szerb Köztársaság területéhez került.

## Nevezetességei
- A faluban található Bašćinska špilja emlékhely, a környékbeli horvát és muszlim lakosság elűzésének emlékhelye. Arra emlékeztet, hogy 1992. október 17-én férfiakat, nőket és gyerekeket 36 buszba raktak, és Travnikba szállították őket. Az emlékhelynél a Kotor-Varoš-i egyházközségek hívei azóta is minden évben megemlékeznek száműzetésük évfordulójáról.

- Szent Leopold Mandić tiszteletére szentelt római katolikus temetőkápolnája.